# Turovice
Turovice är en ort i Tjeckien.   Den ligger i regionen Olomouc, i den östra delen av landet, 240 km öster om huvudstaden Prag. Turovice ligger 239 meter över havet och antalet invånare är 222.
Terrängen runt Turovice är huvudsakligen platt, men åt sydost är den kuperad. Runt Turovice är det ganska tätbefolkat, med 160 invånare per kvadratkilometer. Närmaste större samhälle är Přerov, 10,0 km väster om Turovice. Trakten runt Turovice består till största delen av jordbruksmark.